# Orașul văzut de sus
Orașul văzut de sus este un film românesc din 1975 regizat de Lucian Bratu. Rolurile principale au fost interpretate de actorii Margareta Pogonat, George Constantin și Ilarion Ciobanu.

## Distribuție
Distribuția filmului este alcătuită din:
- Margareta Pogonat — prof. Maria Sorescu, directoarea Școlii de reeducare pentru minori nr. 1, aleasă în funcția de primar
- George Constantin — ing. Sandu Topolniță, șeful de șantier
- Ilarion Ciobanu — primarul Dan Cernega, numit în funcția de comandant al navei Polar 4
- András Csiky — inginerul hidrolog (menționat Andrei Csiky)
- Cornel Revent — Crăsnaru, directorul fabricii de cărămizi
- Zephi Alșec — ing. Neagu, vicepreședintele Consiliului Popular Orășenesc
- Ovidiu Schumacher — Albu, tatăl cu patru copii
- Corado Negreanu — Băimăcean, vicepreședintele Consiliului Popular Orășenesc
- Hamdi Cerchez — Bodorca, bărbatul care așteaptă să fie primit în audiență de primar
- Ica Matache — îngrijitoarea mută Filofteia de la Școala de reeducare
- Victor Ștrengaru — paznicul barului de noapte
- Valeriu Paraschiv — cpt. de miliție Valeriu Grama
- Árpád Kemény — pensionarul Cezar Irimia, care refuză să se mute în garsonieră
- Aurel Giurumia — Lupan, secretarul Consiliului Popular Orășenesc
- Sofia Vicoveanca — Nastasia, șefa de echipă de pe șantier (menționată Sofia Vicoveanca-Micu)
- Petre Gheorghiu — Trandafir, secretarul Comitetului Județean al PCR
- Mihai Dobre
- Anca Pandrea — Cora, secretara primarului
- Marin Benea
- Mitică Popescu — tov. Viziru, secretarul de partid de la șantierul de construcții
- Bujor Măcrin
- Daniel Coca — elevul fugar Matei Cimotean
- Ion Nuni Anestin — Erone, șef de echipă de pe șantier (menționat Nune Anestin)
- Antoaneta Glodeanu — tov. Papadat, noua directoare a școlii
- Luiza Derderian-Marcoci
- Jana Gorea — muncitoare de pe șantier (menționată Jeana Gorea)

## Primire
Filmul a fost vizionat de 1.915.042 de spectatori în cinematografele din România, după cum atestă o situație a numărului de spectatori înregistrat de filmele românești de la data premierei și până la data de 31 decembrie 2014 alcătuită de Centrul Național al Cinematografiei.